# Істота в кошику 2
Істота в кошику 2 (англ. Basket Case 2) — американський фільм жахів 1990 року режисера Френка Гененлоттера. Продовження фільму «Істота в кошику».

## Сюжет
Після того як Дуейн зі своїм братом вистрибнули з вікна готелю, їх доставляють у лікарню, де лікарі несподівано для себе виявляють існування деформованого виродка. Незабаром про його існування стає відомо також і журналістам, які в пошуках сенсації перетворюють його потворність у публічну забаву. Про близнюків дізнається їхня родичка — бабуся Рут. Разом зі своєю дочкою Сюзан, вона допомагагає братам втекти з лікарні і ховає у своєму величезному маєтку. Виявляється, що бабуся Рут приховує у своєму маєтку багато різних виродків, страховиськ і мутантів. Але журналістам вдається дізнатися про існування цього притулку, і вони знову починають гонитву за сенсацією. Щоб покласти цьому край, Дуейн, його брат, тітка Рут і її підопічні розробляють план відплати надокучливим журналістам.

## У ролях
| Актор               | Роль              |
| ------------------- | ----------------- |
| Кевін Ван Гентенрік | Дуейн             |
| Джуді Грейф         | жінка журналіст   |
| Енні Росс           | бабуся Рут        |
| Гізер Реттрей       | Сюзан             |
| Чад Браун           | чоловік журналіст |
| Беверлі Боннер      | Кейсі             |
| Леонард Джексон     | комісар поліції   |
| Александра Одер     | медсестра Шеррі   |
| Браян Фіцпатрік     | поліцейський      |
| Джейсон Еверс       | редактор Лу       |
| Метт Мітлер         | Арті              |
| Тед Сорел           | Філ               |